# Legado del Fantasma
 (août 2021).
Palmarès
1 fois champion Cruiserweight de la NXT (Santos Escobar)
Legado del Fantasma est un clan de catcheurs Heel, composé de Santos Escobar (leader), Angel et Humberto. Le trio travaille actuellement à la World Wrestling Entertainment, dans la division SmackDown.

## Histoire

### World Wrestling Entertainment (2020-...)

#### Création du groupe et champion Cruiserweight de laNXT(2020-2022)
Le 11 mars 2020 à NXT, Raul Mendoza est enlevé par des hommes masqués dans une camionnette. 
Le 1er avril à NXT, c'est au tour de Joaquin Wilde de se faire enlever par ces mêmes hommes masqués. Le 22 avril à NXT, El Hijo Del Fantasma fait ses débuts dans la brand jaune, en tant que Face, en battant Gentleman Jack Gallagher dans un match du tournoi pour le titre Cruiserweight de la NXT. Le 3 juin à NXT, il devient champion Cruiserweight de la NXT par intérim en battant Drake Maverick en finale du tournoi. La semaine suivante à NXT, il conserve son titre en battant son même adversaire. Après le combat, il effectue un Heel Turn en attaquant son opposant, avec l'aide de Raul Mendoza et Joaquim Wilde, change d'identité pour Santos Escobar et créé officiellement le clan. 
Le 22 août lors du pré-show à NXT TakeOver: XXX, Joaquim Wilde et Raul Mendoza ne deviennent pas aspirants n°1 aux titres par équipe de la NXT, battus par Breezango (Fandango et Tyler Breeze) dans un Triple Threat Tag Team match, qui inclut également Danny Burch et Oney Lorcan. 
Le 4 octobre à NXT TakeOver: 31, Santos Escobar conserve son titre en battant Isaiah "Swerve" Scott. 
Le 7 avril 2021 à NXT TakeOver: Stand & Deliver, Joaquim Wilde et Raul Mendoza ne remportent pas les titres par équipe de la NXT, battus par MSK (Wes Lee et Nash Carter) dans un Triple Threat Tag Team match, qui inclut également Grizzled Young Veterans (James Drake et Zack Gibson). Le lendemain dans le même PLE, Santos Escobar devient officiellement champion Cruiserweight de la NXT en battant Jordan Devlin dans un Ladder match, remportant le titre pour la première fois de sa carrière et son premier titre personnel. Le 13 avril à NXT, il perd face à Kushida, ne conservant pas son titre et mettant fin à un règne de 314 jours. Le 13 juin à NXT TakeOver: In Your House, le trio ne remporte pas les titres par équipe et le titre Nord-Américain de la NXT, battus par MSK et Bronson Reed dans un 6-Man Tag Team Winner Takes All match.
Le 24 août à NXT, les trois hommes battent Hit Row (Isaiah "Swerve" Scott, Ashante Adonis et Top Dolla) dans un 6-Man Tag Team match, aidés par Elektra Lopez qui attaque B-Fab et lance le bâton sur le premier adversaire. Après le combat, elle célèbre avec ses trois nouveaux compères et rejoint officiellement le clan.
Le 2 avril 2022 à NXT TakeOver: Stand & Deliver, Santos Escobar ne remporte pas le titre Nord-Américain de la NXT, battu par Cameron Grimes dans un Fatal 5-Way Ladder match, qui inclut également Carmelo Hayes, Grayson Waller et Solo Sikoa. Le 4 juin à NXT TakeOver: In Your House, les trois hommes perdent face à  	The D'Angelo Family (Tony D'Angelo, Channing "Stacks" Lorenzo et Troy "Two Dimes" Donovan) dans un 6-Man Tag Team match, dont l'enjeu est le contrôle de l'équipe gagnante sur l'équipe adverse.

#### SmackDown(2022-...)
Le 7 octobre à SmackDown, le clan fait ses débuts dans le show bleu, en compagnie de leur nouvelle partenaire Zelina Vega, en attaquant Hit Row. La semaine suivante à SmackDown, Cruz Del Toro et Joaquim Wilde disputent leur premier match en battant leurs mêmes adversaires.
Le 28 janvier 2023 au Royal Rumble, le leader du clan entre dans son premier Royal Rumble match masculin en 10e position, mais se fait éliminer par Brock Lesnar. Le 24 février à SmackDown, il effectue un Face Turn en se montrant respectueux vis-à-vis de Rey Mysterio, car le luchador lui a offert un de ses masques la semaine passée, jusqu'à ce que Dominik Mysterio et Rhea Ripley interrompent les deux hommes. Le 10 mars à SmackDown, les autres membres du clan effectuent aussi un Face Turn en se rangeant du côté du luchador face au Judgment Day, mais le trio mexicain perd face à l'équipe adverse dans un 6-Man Tag Team match. Le 31 mars à SmackDown, Rey Mysterio reforme le Latino World Order (LWO), que le quartet du clan rejoint sans hésiter.
Le 1er juillet à Money in the Bank, Santos Escobar ne remporte pas la mallette, gagnée par Damian Priest. Le 5 août à SummerSlam, il ne remporte pas la Slim Jim SummerSlam 25-Man Battle Royal, gagnée par LA Knight.
Le 7 octobre à Fastlane, Carlito, Rey Mysterio et Santos Escobar battent Bobby Lashley et les Street Profits dans un 6-Man Tag Team match. Le 10 novembre à SmackDown, Carlito accuse Santos Escobar d'être responsable de la perte de la ceinture de Rey Mysterio face à Logan Paul à Crown Jewel. Un peu plus tard après la défaite de son accusateur, le second effectue un Heel Turn en attaquant ses deux ex-compères et quitte la LWO. La semaine suivante à SmackDown, il s'explique sur ses actions de la semaine passée et exclut Zelina Vega, Cruz Del Toro et Joaquim Wilde de sa faction. Le 22 décembre à SmackDown, il bat Bobby Lashley en demi-finale du tournoi qui détermine l'aspirant n°1 au titre des États-Unis, avec l'aide d'Angel et d'Humberto qui rejoignent officiellement son clan.

## Membres du groupe
| * | Membre(s) fondateur(s) |
| L | Leader(s)              |
| M | Manager                |

| Identité       | Identité | Arrivée                      | Départ           | Notes                                |
| -------------- | -------- | ---------------------------- | ---------------- | ------------------------------------ |
| Santos Escobar | * L      | 10 juin 2020                 |                  | 1 fois champion Cruiserweight de NXT |
| Cruz Del Toro  |          | 10 juin 2020                 | 17 novembre 2023 |                                      |
| Joaquin Wilde  |          | 10 juin 2020                 | 17 novembre 2023 |                                      |
| Elektra Lopez  |          | 24 août 2021 26 janvier 2024 | 7 octobre 2022   | Première membre féminine du groupe   |
| Zelina Vega    |          | 7 octobre 2022               | 17 novembre 2023 | Seconde membre féminine du groupe    |
| Angel          |          | 22 décembre 2023             |                  |                                      |
| Humberto       |          | 22 décembre 2023             |                  |                                      |

## Caractéristiques au catch
- Prise de finition par équipe :
  - Russian Leg Sweep en combinaison avec un Enzuiguiri

- Musiques d'entrée

| Thème d'entrée          | Compositeur | Période   | Fédération(s) |
| ----------------------- | ----------- | --------- | ------------- |
| Chrome Cartel           | CFO$        | 2020-2021 | NXT/WWE       |
| Soul March              | Def Rebel   | 2021-2023 | NXT/WWE       |
| Legacy of the Ghost     | Def Rebel   | 2022-...  | NXT/WWE       |
| Our World (avec le LWO) | Def Rebel   | 2023      | NXT/WWE       |

## Palmarès
- World Wrestling Entertainment
  - 1 fois NXT Cruiserweight Championship - Santos Escobar